# Дычко, Иван Фёдорович
Иван Фёдорович Дычко (род. 11 августа 1990, Рудный, Костанайская область, Казахская ССР, СССР) — казахстанский боксёр-профессионал, выступающий в тяжёлой весовой категории. Заслуженный мастер спорта Республики Казахстан (2012), двукратный бронзовый призёр Олимпийских игр (2012; 2016), трёхкратный призёр чемпионатов мира (2011, 2013, 2015), чемпион Азиатских игр (2014), серебряный призёр Азиатских игр (2010), двукратный чемпион Азии (2013, 2015), многократный чемпион и призёр национального первенства в любителях.
Лучшая позиция по рейтингу BoxRec — 43-я (декабрь 2021) и являлся 1-м среди казахстанских боксёров тяжёлой весовой категории, а по рейтингам основных международных боксёрских организаций занимал: 15-ю строчку рейтинга WBA — уверенно входя в ТОП-45 лучших тяжеловесов всего мира.

## Биография
Иван Дычко стал заниматься спортом благодаря своему личному тренеру Владимиру Ивановичу Шайреру. В семье Ивана боксом занимались два старших брата — Илья и Владимир. Шайрер предложил и их младшему брату долговязому Ивану начать заниматься у него, чтобы спустя 2 года стать чемпионом мира. Эти слова были хорошей мотивацией — Иван Дычко стал регулярно посещать тренировки и отличался психологической устойчивостью. Спустя два с половиной года после начала занятий, он стал серебряным призером чемпионата мира в Гвадалахаре.

## Любительская карьера
- Трёхкратный чемпион Казахстана по боксу 2009, 2010, 2011 годов.
- Серебряный призёр чемпионата мира среди молодежи 2008 года
- 2010 — Серебряный призёр XVI Летних Азиатских игр по боксу в Гуанчжоу (Китай)
- 2011 — Бронзовый призёр чемпионата мира в Баку (Азербайджан), завоевал лицензию для участия в летних Олимпийских играх-2012 в Лондоне (Великобритания).
- По итогам выступлений в 2008, 2009, 2010 годах вошёл в десятку лучших спортсменов Костанайской области, 2011 — лучший спортсмен Костанайской области.
- На Олимпиаде в Лондоне-2012 завоевал бронзовую медаль.
- В июле 2013 года выиграл Чемпионат Азии по боксу 2013 в Аммане (Иордания), а в октябре стал вице-чемпионом мира в Алматы (Казахстан).
- Стал чемпионом на Летних Азиатских играх 2014 в Инчхоне (Южная Корея).
- В 2015 году снова выиграл серебряную медаль на чемпионате мира в Дохе (Катар).
- Повторил свой успех и на Олимпиаде в Рио-де-Жанейро-2016, также завоевал бронзовую медаль.
- В 2015 году был назван лучшим боксером Казахстана республиканской федерацией бокса, а его тренер ЗТР Казахской ССР Владимир Шайрер — лучшим тренером страны[4]. Также его тренировал Юрий Янов — заслуженный тренер РК.

## Профессиональная карьера
В феврале 2017 году Иван подписал контракт с австралийским менеджером Майком Алтамурой из MJA Entertainment и американской промоутерской компанией «Heavyweight Factory», которая ведёт дела и другого казахстанца, полулегковеса Мусы Турсынгалиева. Профессиональную карьеру планировалось начать в Пекине в мае, но дебют состоялся в 29 сентября 2017 года в США, где он победил техническим нокаутом в 1-м же раунде американца Обура Райта (2-1).
За оставшееся время в 2017 году вышел на ринг ещё три раза одержав уверенные победы нокаутом над малоизвестными соперниками. 2018 год начал в марте с победы в первом раунде над небитым Стефаном Кирноном (2-0). Соперник упал от первого же попадания. Следующий соперник 32-летний бывший претендент на титул в крузервейте Майкл Марроне (21-8, 15 КО) идущий на серии из 4-х поражений досрочно был нокаутирован в первом раунде после нескольких нокдаунов.

#### Бой с Морисом Харрисом
6 июля 2017 года в Холливуде (штат Флорида, США) встретился с 42-летним американским джорнимэном Морисом Харрисом (26-21-3, 11 КО), не выходивший на ринг с декабря 2015 года. В последний раз Харрис побеждал в 2013 году. Харрис, несмотря на огромный опыт, не смог составить конкуренции, упав от правого бокового и сигнализировав рефери что не сможет подняться. Для Харриса этот бой стал последним в карьере.

## Статистика профессиональных боёв
В таблице перечислены результаты всех поединков боксёров.
В каждой строке указан результат поединка. Дополнительно номер поединка обозначен цветом, который обозначает итог поединка. Расшифровка обозначений и цветов представлена в нижеследующей таблице.
| Пример | Расшифровка                     |
| ------ | ------------------------------- |
|        | Победа                          |
|        | Ничья                           |
|        | Поражение                       |
|        | Планируемый поединок            |
|        | Поединок признан несостоявшимся |
| КО     | Нокаут                          |
| ТКО    | Технический нокаут              |
| PTS    | Решение судей (по очкам)        |
| UD     | Единогласное решение судей      |
| MD     | Решение большинства судей       |
| SD     | Раздельное решение судей        |
| RTD    | Отказ от продолжения боя        |
| DQ     | Дисквалификация                 |
| NC     | Поединок признан несостоявшимся |

| 15 поединков, 15 побед (14 нокаутом). | 15 поединков, 15 побед (14 нокаутом). | 15 поединков, 15 побед (14 нокаутом). | 15 поединков, 15 побед (14 нокаутом). | 15 поединков, 15 побед (14 нокаутом).                     | 15 поединков, 15 побед (14 нокаутом). | 15 поединков, 15 побед (14 нокаутом). | 15 поединков, 15 побед (14 нокаутом). |
| Бой                                   | Рекорд                                | Дата боя                              | Соперник                              | Место проведения боя                                      | Раундов, время                        | Дополнительно                         |                                       |
| ------------------------------------- | ------------------------------------- | ------------------------------------- | ------------------------------------- | --------------------------------------------------------- | ------------------------------------- | ------------------------------------- | ------------------------------------- |
| 12                                    | 12 (11)-0                             | 23 июня 2022                          | Кевин Николас Эспиндола (7-3)         | Casino Buenos Aires, Буэнос-Айрес, Аргентина              | UD 10 (10)                            | Счёт: 100-90, 99-91 (дважды).         |                                       |
| 11                                    | 11 (11)-0                             | 18 декабря 2021                       | Александр Устинов (36-5-1)            | Нур-Султан, Казахстан                                     | TKO 1 (10), 2:40                      |                                       |                                       |
| 10                                    | 10 (10)-0                             | 10 июля 2021                          | Денис Бахтов (39-18)                  | ДС Балуана Шолака, Алма-Ата, Казахстан                    | КО 1 (8), 1:00                        |                                       |                                       |
| 9                                     | 9 (9)-0                               | 12 июля 2019                          | Нэт Хэйвен (9-2)                      | Seminole Hard Rock Hotel & Casino, Холливуд, Флорида, США | КО 2 (8), 0:33                        |                                       |                                       |
| 8                                     | 8 (8)-0                               | 10 мая 2019                           | Рэй Остин (29-9-4)                    | Seminole Hard Rock Hotel & Casino, Холливуд, Флорида, США | TKO 3 (6), 1:48                       |                                       |                                       |
| 7                                     | 7 (7)-0                               | 6 июля 2018                           | Морис Харрис (26-21-3)                | Seminole Hard Rock Hotel & Casino, Холливуд, Флорида, США | KO 1 (8), 1:39                        |                                       |                                       |
| 6                                     | 6 (6)-0                               | 16 июня 2018                          | Майкл Марроне (21-8)                  | Coliseum, Сент-Питерсберг, Флорида, США                   | TKO 1 (8), 2:19                       |                                       |                                       |
| 5                                     | 5 (5)-0                               | 23 марта 2018                         | Стефан Кирнон (2-0)                   | Seminole Hard Rock Hotel & Casino, Холливуд, Флорида, США | KO 1 (6), 0:38                        |                                       |                                       |
| 4                                     | 4 (4)-0                               | 16 декабря 2017                       | Сельсо Пинзон (5-4-1)                 | Miami Airport Convention Center, Майами, Флорида, США     | TKO 3 (6), 1:37                       |                                       |                                       |
| 3                                     | 3 (3)-0                               | 8 декабря 2017                        | Карлос Сандовал (10-14-1)             | Hialeah Park Racing & Casino, Майами, Флорида, США        | TKO 1 (6), 2:28                       |                                       |                                       |
| 2                                     | 2 (2)-0                               | 13 октября 2017                       | Родригес Кейдж (дебют)                | A La Carte Event Pavilion, Тампа, Флорида, США            | KO 3 (4), 0:49                        |                                       |                                       |
| 1                                     | 1 (1)-0                               | 29 сентября 2017                      | Обур Райт (2-1)                       | Gilley's, Даллас, Техас, США                              | TKO 1 (4), 2:05                       | Дебют в профессиональном боксе.       |                                       |

## Личная жизнь
Окончил школу-гимназию № 10. Студент «Рудненского социально-гуманитарного колледжа» имени И. Алтынсарина по специальности «Физическая культура и спорт» и Рудненского индустриального института. 19 декабря 2014 года родилась дочь Мирослава.